# Saint-Paul-sur-Save

Saint-Paul-sur-Save este o comună în departamentul Haute-Garonne din sudul Franței. În 2009 avea o populație de 1.272 de locuitori.

## Evoluția populației
| An        | 1975 | 1982 | 1990 | 1999 | 2006 | 2009  |
| --------- | ---- | ---- | ---- | ---- | ---- | ----- |
| Populație | 365  | 569  | 643  | 659  | 922  | 1.272 |